# 딜문 고분군

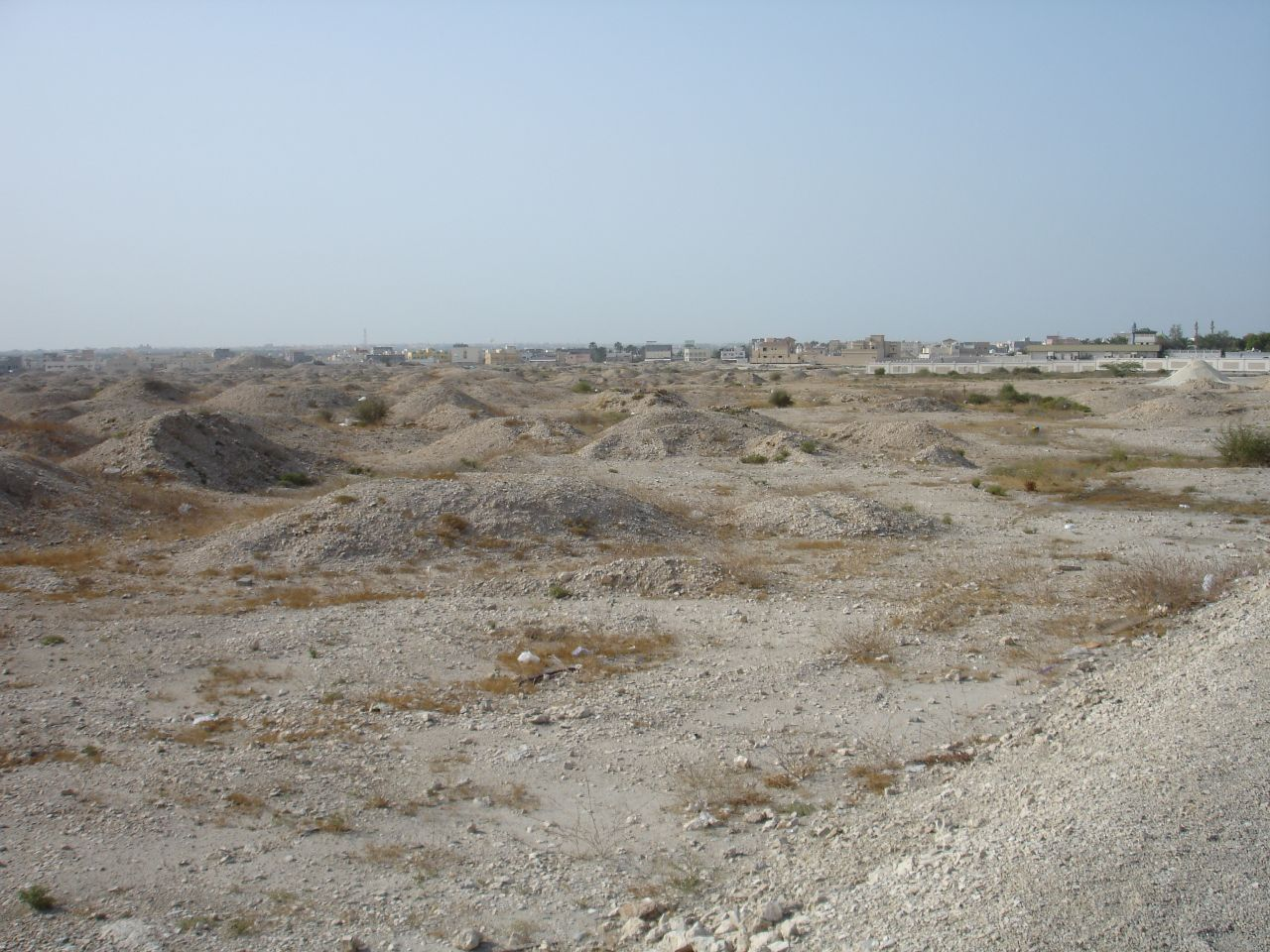

딜문 고분군(아랍어: مدافن دلمون)은 바레인에 소재한 고대 딜문 문명의 고분군이다. 유네스코 세계유산이다.